# Panturichthys longus
Panturichthys longus är en fiskart som först beskrevs av Ehrenbaum, 1915.  Panturichthys longus ingår i släktet Panturichthys och familjen Heterenchelyidae. Inga underarter finns listade i Catalogue of Life.